# Cyathura bruguiera
Cyathura bruguiera är en kräftdjursart som beskrevs av Gary C.B. Poore och Lew Ton 1985. Cyathura bruguiera ingår i släktet Cyathura och familjen Anthuridae. Inga underarter finns listade i Catalogue of Life.